# 蛭子神社 (那賀町)

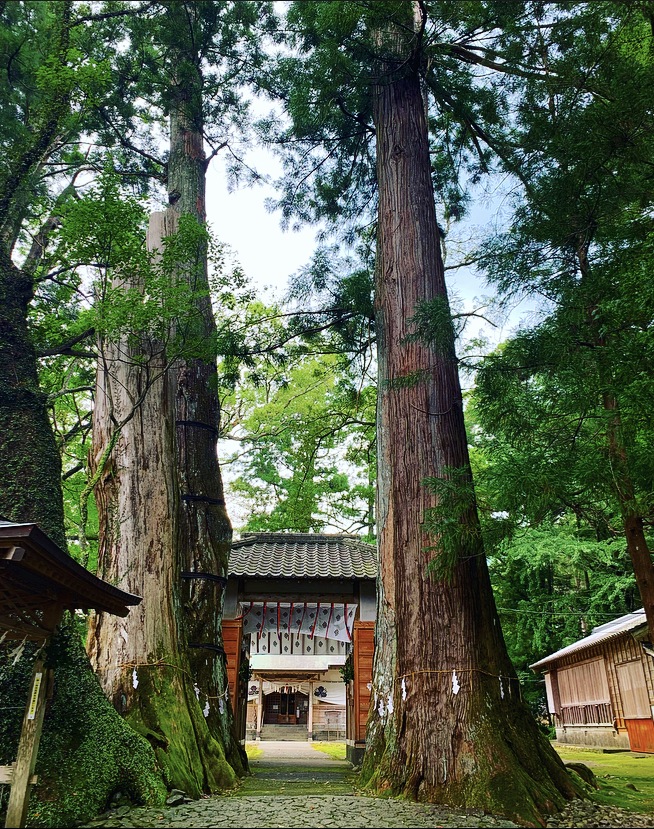
夫婦杉

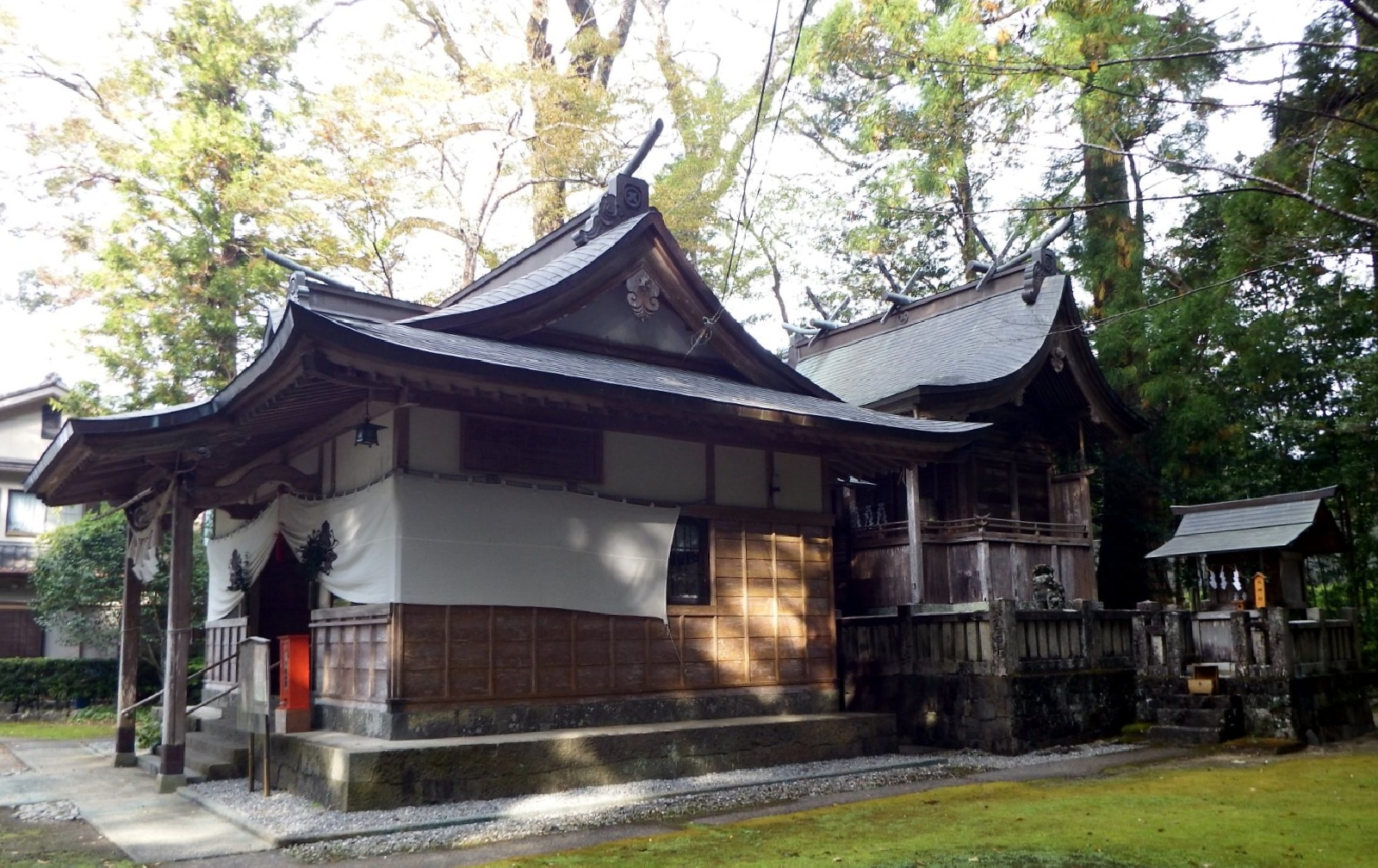
本殿拝殿

蛭子神社（ひるこじんじゃ）は、徳島県那賀町にある神社である。鷲敷七福神（恵比寿大神）のひとつ。

## 歴史
創建は不詳。823年（天長2年）、空海が遷宮。1505年（永正2年）、管領職を勤めた細川澄元が流鏑馬を奉納。その後、1601年（慶長6年）に造営。
夫婦杉と呼ばれて親しまれている樹齢1000年の2本の杉の巨木をはじめ、オオクスやイヌマキなどの老樹が聳えている。蛭子神社内には徳島県指定の天然記念物であるボウランが自生しており、5月に見ごろを迎える。

## 祭神
- 蛭子大神
- 天照皇大神
- 素盞嗚神

## 交通
- JR「徳島駅」より車で約80分。